# Vila Bernarda Marka
Vila Bernarda Marka je rodinný dům, který stojí v Praze 5-Hlubočepích ve vilové čtvrti Barrandov ve svahu mezi ulicemi Barrandovská a Skalní.

## Historie
Vilu pro manžele Markovy postavenou v letech 1940–1941 navrhli architekti Antonín a Jaroslav Gabrielovi.

## Popis
Vila je postavena na půdorysu latinského kříže s krátkými rameny. Stavba ve stylu anglického cottage má vysokou střechu s keramickou krytinou vzhledově podobnou prejzům. Její vysoké štíty jsou hladké nebo svisle členěné. Svislé členění vytváří dojem hrázděného zdiva. Nad rameny kříže jsou střechy vyšší, na severozápadní straně je místo štítu valba. Dům v klesajícím terénu umožňuje vznik terasy s dřevěnou balustrádou.